# Ходене по мъките (филмова поредица)
„Ходене по мъките“ (на руски: Хождение по мукам) е съветска трилогия, заснета от Мосфилм в периода 1957- 1959 година, екранизация на едноименната трилогия на Алексей Толстой. Състои се от три отделни филма- „Сестри“ (1957 година), „Осемнайсета година“ (1958 година) и „Навъсено утро“ (1959 година), явяващи се адаптации на трите тома на романа.
Сюжета на трилогията следва съдбата на две сестри на фона на разпадащата се Руска империя и последвалата Гражданска война.

## „Сестри“
„Сестри“ (на руски: Сёстры) е първия филм от трилогията, заснет през 1957 година.

### Сюжет
1914 година. Катя (Руфина Нифонтова) пътува заедно с поета Алексей Бессонов (Владлен Давидов) към дома на Телегин (Вадим Медведев), където ще се състои прием. Катя се запознава с Телегин и между тях се пораждат чувства. Сестрата на Катя, Даша (Нина Веселовская) вече се е срещала с Телегин веднъж през есента. Катя е омъжена за адвоката Николай Смоковников (Виктор Шарлахов). На един от приемите в дома им, тя се обяснява в любов на Бессонов. Телегин става свидетел на стачка в завода и масов разстрел. Даша отива при Бессонов и след дълъг разговор с него, решава да убеди Катя да признае за изневярата на съпруга си. Сестрите се разделят и напускат Петербург. Катя заминава за Париж, а Даша отива при баща им, Дмитрий Булавин (Владимир Муравьов) в Самара. На парахода, с който пътува, тя отново среща Телегин.
В дома на баща си Даша научава за началото на Първата световна война. Той я изпраща в Крим да открие съпруга на сестра си, който да избави Катя от душевните и терзания в Париж. В Крим Даша е придружена от Бессонов, който една вечер прониква в спалнята и, но тя го прогонва. Там я посещава Телегин, който е пристигнал да се сбогува с нея преди заминаването си за фронта.
Даша получава известие, че Телегин е изчезнал безследно и започва работа като медицинска сестра. Междувременно, Катя се завръща в Русия и се събира със съпруга си в Москва. Там една вечер Смоковников довежда в дома им Рощин (Николай Гриценко). В това време Телегин е в плен и след бунт, предизвикан от самоубийството на един руски офицер, е изправен пред трибунал, от който смята да избяга. Катя също започва работа като медицинска сестра. Рощин зачестява посещенията си в дома на сестрите. Настъпва 1917 година. Една вечер Рощин пристига, за да се сбогува с Катя преди постъпването си в армията и те признават чувствата си един на друг. Избягалият Телегин пристига в Москва и намира Даша в болницата.
Телегин заминава за Петербург, където се провеждат многолюдни демонстрации. По време на Февруарската революция, Даша и Телегин са в Москва, където стават свидетели на заседанията на Съвета на работническите депутати. Двамата се оженват и се нанасят в полупразен апартамент в Петербург. В това време, Смоковников е на фронта, където агитира войниците да се разбунтуват и е екзекутиран. След погребението, Катя изпада в дълбока депресия и само неочакваната поява на Рощин я спасява от самоубийство. По-късно, в Петербург сестрите шпионират Рощин, който пристига на прощална вечеря, преди постъпването си в доброволческия отряд. Даша съобщава на Телегин, че очакват дете, а по разбунтувалия се Петербург маршируват матроси.

### В ролите
- Руфина Нифонтова като Катя
- Нина Веселовская като Даша
- Вадим Медведев като Телегин
- Николай Гриценко като Рощин
- Виктор Шарлахов като Николай Смоковников
- Владимир Муравьов като Дмитрий Булавин
- Владлен Давидов като Алексей Бессонов
- Павел Винников като Тьоткин
- Сергей Яковлев като Рубльов
- Виктор Яковлев като Мелшин
- Пьотр Модников като Жуков
- Константин Немоляев като Семьон Говядин
- Александър Лариков като Орешников
- Зоя Василкова като Елизавета Расторгуева
- Джема Фирсова като Нина Чародеева

## „Осемнайсета година“
„Осемнайсета година“ (на руски: Восемнадцатый год) е втория филм от трилогията, заснет през 1958 година.

### Сюжет
1918 година. В заснежения и лишен от провизии Петербург, Телегин среща работника Рубльов (Сергей Яковлев) на поредния съветски митинг. В студения апартамент, Даша преживява тежка депресия от загубата на детето си. Тя решава да се раздели с Телегин, който и без това заминава за Кубан, за да воюва на страната на Съветите.
Катя заминава за Ростов на Дон и във влака среща Алексей Красилников (Леонид Пархоменко), който е служил заедно с Рощин. Пристигнала там, Катя се скарва с Рощин и намира подслон при друг негов колега от армията, Тьоткин (Павел Винников). Рощин успява да се добере до позициите на Бялата армия, където се запознава с поручик Оноли (Михаил Козаков). Белите се опитват да превземат Екатеринодар, но в навечерието на атаката загива техния водач, генерал Корнилов. Рощин постепенно осъзнава мерзостта на белите, а новите му приятели започват да го подозират в шпионаж в полза на болшевиките.
В степите, Телегин среща отново Рубльов, който е изпратен там като командир на отряд от Сорокин (Евгений Матвеев), главен болшевишки комисар. Двамата отиват в щаба за да търсят помощ за полка „Пролетарска свобода“, но получават отказ от Сорокин. В щаба цари анархия и безхаберие, но Сорокин бързо обуздава нравите на войниците.
Поручик Оноли прострелва Рощин в гърба. Комисар Гимза изпраща Телегин в щаба на главното командване на болшевиките с посланието, че Сорокин се превръща в диктатор. Оноли отива при Катя и съобщава за гибелта на Рощин. Тя напуска Ростов с влак, където се заговаря с един германец и му дава адреса си. По-късно влака е нападнат от хора на Махно (Виталий Матвеев) и Катя е взета в плен. На помощ и се притича Красилников и я освобождава. Оцелелият след стрелбата Рощин отива при Тьоткин за да търси Катя. Разбирайки, че тя си е тръгнала, той се отправя след нея в Екатеринослав.

### В ролите
- Руфина Нифонтова като Катя
- Нина Веселовская като Даша
- Вадим Медведев като Телегин
- Николай Гриценко като Рощин
- Мая Булгакова като Агрипина Чебрец
- Виктор Авдюшко като Иван Гора
- Сергей Яковлев като Василий Рубльов
- Павел Винников като Тьоткин
- Виктор Яковлев като Мелшин
- Евгений Матвеев като Сорокин
- Виталий Матвеев като Нестор Махно
- Григорий Кирилов като Беляков
- Владимир Муравьов като Дмитрий Булавин
- Леонид Пархоменко като Алексей Красилников
- Михаил Козаков като поручик Оноли
- Александър Смирнов като Теплов
- Владимир Сез като Фон Меке
- Константин Немоляев като Семьон Говядин
- Тамара Чернова като Зинка
- Джема Фирсова като Нина Чародеева

## „Навъсено утро“
„Навъсено утро“ (на руски: Хмурое утро) е третия филм от трилогията, заснет през 1959 година.

### В ролите
- Руфина Нифонтова като Катя
- Нина Веселовская като Даша
- Вадим Медведев като Телегин
- Николай Гриценко като Рощин
- Мая Булгакова като Агрипина Чебрец
- Виктор Авдюшко като Иван Гора
- Павел Винников като Тьоткин
- Виктор Яковлев като Мелшин
- Любов Соколова като Анися
- Наталия Кустинская като Маруся
- Нона Мордюкова като Матрьона
- Борис Андреев като матроса Чугай
- Анатолий Соловьов като Ламугин
- Виталий Матвеев като Нестор Махно
- Владимир Белокуров като Льова Задов
- Владимир Таскин като Чьорний
- Олег Голубицкий като Михаил Шаригин